# Гней Педаний Фуск Салинатор (консул 84 г.)
Вижте пояснителната страница за други личности с името Гней Педаний Фуск Салинатор.
Гней Педаний Фуск Салинатор (на латински: Gnaeus Pedanius Fuscus Salinator) e политик и сенатор на Римската империя през 1 век.
Произлиза от Барцино в Тараконска Испания. Баща му Гней Педаний Фуск Салинатор e суфектконсул през 61 г.
Фуск Салинатор е суфектконсул през 84 г., след това легат на провинция и през 98/99 г. проконсул на провинция Азия.
Той е баща на Гней Педаний Фуск Салинатор, който е редовен консул през 118 г.